# Проект «Эльба»
Проект Эльба (нем. Elbe-Projekt; 1933—1942) — первый в истории проект по строительству линии передачи постоянного тока высокого напряжения. Для преобразования переменного тока в постоянный использовались ртутные выпрямители.

## История
Экспериментальные линии между Цюрихом и Веттингеном (нем. Wettingen), а также между Шарлоттенбургом и Моабитом в Берлине были успешно введены в эксплуатацию между 1933 и 1942 годами. Контракт на строительство был подписан с AEG и Siemens в 1941 году.
В 1943 году началось строительство биполярной линии постоянного тока высокого напряжения между электрической станцией на Эльбе, неподалёку от Дессау и Мариенфельде в Берлине. Линия должна была передавать до 60 МВт, при биполярном симметричном напряжении 200 кВ. Использовались два одножильных подземных кабеля, их кусок можно увидеть в экспозиции Немнцкого музея в Мюнхене.
Южная конечная остановка находилась к югу от электростанции Вокероде. Построенный для этой цели зал (51°50′32″ с. ш. 12°21′26″ в. д.) позже использовался как цех электростанции, а сегодня в нем расположены несколько офисов. Кабель пролегал из Вокероде через Косвиг, Штраах, Боссдорф, Кропштедт, Тройенбрицен, Белиц, Михендорф, Саармунд и Гросберен до северной конечной остановки в берлинском районе Мариенфельде. Он располагался на территории между железнодорожной линией Берлин-Дрезден, Байсльштрассе (до 1947 года Вагеманнштрассе), Фридрихсродаерштрассе и Трахенбергрингом. Построенный на этом участке энергопреобразовательный зал (52°25′39″ с. ш. 13°22′13″ в. д.) теперь служит спортивным залом. Был проложен кабель 30 кВ от Берлина-Мариенфельде до подстанции Штеглиц (около электростанции Штеглиц), где должно было произойти включение в энергосистему Берлина.
Для каждого из двух внешних проводников использовался заземляющий кабель с алюминиевой жилой сечением 150 мм² и внешним диаметром 52 мм, при этом нейтральным полюсом служила земля. Для этого рядом с обеими преобразовательными станциями имелся колодец, каждая из которых имела заземляющий электрод. Точное местонахождение этих колодцев больше не известно.
Система не была введена в коммерческую эксплуатацию из-за хаоса в Германии в конце Второй мировой войны.
После войны Советский Союз демонтировал систему в качестве репарации и использовал полученное оборудование для строительства в 1951 году монофазной 200 кВ-линии длиной 100 км между Москвой и Каширой (Каширской ГРЭС), которая могла передавать до 20 МВт. На сегодняшний день линия выведена из эксплуатации.